# Baneløber
En baneløber er en person der uretmæssigt løber ind på en sportsarena.
I Danmark er et markant eksempel fra en fodboldlandskamp mellem Danmark og Sverige i 2007 hvor en dansk mand havde til hensigt at angribe fodbolddommeren og blev idømt en fængseldom.
Internationalt har baneløbere løbet ind på fodboldbaner med element af nøgenhed
og kan skyldes en lyst til at chokere.
Under EM 2024 i fodbold i kampen mellem Portugal og Tyrkiet løb flere ind på banen for at få selfies med Ronaldo.